# Điện Cần Chánh (Hoàng thành Huế)
Điện Cần Chánh (chữ Hán: 勤政殿) trong Tử Cấm thành (Huế), là nơi vua thiết triều, thường tiếp sứ bộ ngoại giao, tổ chức yến tiệc của hoàng gia và triều đình của triều Nguyễn. Điện này trở thành phế tích do bị đốt phá trong chiến dịch Tiêu thổ kháng chiến của Việt Minh vào tháng 2 năm 1947. Điện Cần Chánh hiện đang được phục dựng từ 11 năm 2024, dự kiến hoàn thành trong 4 năm.

## Đặc điểm

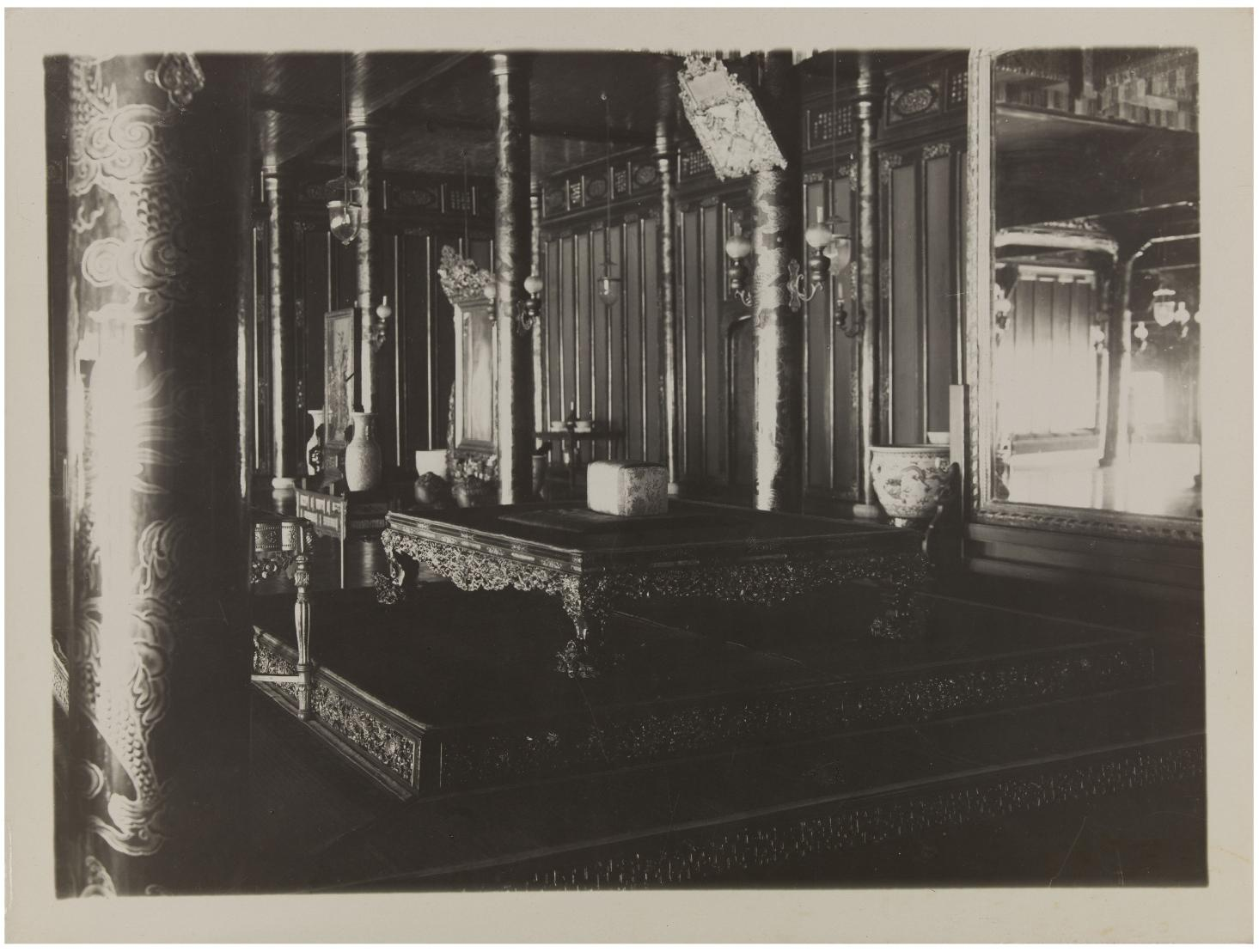
Nội thất bên trong Điện Cần Chánh (1930)

Về tổng thể, Điện Cần Chánh được bố trí trên trục chính (đường "Dũng đạo") của Đại Nội - nằm giữa điện Thái Hòa (nơi thiết triều chính) và điện Càn Thành (nơi ở của vua). Trước Điện Cần Chánh có "Sân bái mạng", là nơi tập hợp văn võ bá quan khi chầu vua, dâng biểu. Điện cùng với nhà tả vu, hữu vu (phục vụ việc chuẩn bị nghi lễ và chiêu đãi khách) họp thành bố cục kiến trúc hình chữ môn.
Điện có kết cấu gỗ lớn và đẹp nhất trong Tử Cấm thành. Theo Dư địa chí Thừa Thiên-Huế, điện Cần Chánh đặt trên nền cao gần 1 m, bó vỉa bằng gạch vồ và đá Thanh, diện tích gần 1.000 m2; chính điện 5 gian, 2 chái kép, tiền điện 7 gian, 2 chái đơn, hai bên đông tây có 4 hồi lang mỗi bên 5 gian nối qua điện Văn Minh, điện Võ Hiển và qua Tả Vu, Hữu Vu. Bộ khung gồm 80 cột bằng gỗ lim, phần lớn kết cấu gỗ (như xuyên, trến, kèo, đòn tay, hệ thống con-xon, các liên ba...) đều được chạm trổ tinh xảo, công phu, thể hiện trình độ kỹ thuật, mỹ thuật cao của kiến trúc truyền thống VN thế kỷ 19. Trong điện, ở gian giữa của nhà chính đặt ngự tọa, trên các hàng cột hai bên treo những bức tranh gương thể hiện cảnh đẹp của kinh đô và bản đồ các tỉnh trong nước. Điện còn là nơi trưng bày nhiều báu vật của triều Nguyễn như các đồ sứ quý hiếm của Việt Nam, các hòm tượng bảo ấn bằng vàng và bằng ngọc của triều đại.
Phía đông nhà Tả vu có điện Đông Các làm năm Minh Mạng thứ 7 (1826) hai tầng cao,  là nơi làm việc của nhóm vị đại thần Đông các điện đại học sĩ. Phía Nam là có Tụ Khuê thơ lâu (lầu chứa sách).
Bên Tả điện Cần Chánh là điện Văn Minh, bên hữu là điện Võ Hiển, đều xoay mặt hướng Nam, mái chồng, lợp ngói thanh lưu ly.
Tháng 5 năm Gia Long thứ 5 (1806), triều đình ấn định vào những ngày mùng 5, 10, 20, 25 đặt thường triều ở điện Cần Chánh, quan từ tứ phẩm trở lên mặc áo mũ thường triều vào lạy chầu. Tuy nhiên, định kỳ thường triều này về sau có thể thay đổi theo từng đời vua. Cụ thể, từ thời vua Tự Đức và các vua Hàm Nghi, Đồng Khánh, Thành Thái, Duy Tân, Khải Định khi có việc trọng đại vua mới ngự ở điện Cần Chánh.
Ngoài ra điện còn là nơi vua Nguyễn tiếp đón các sứ bộ quan trọng, nơi tổ chức các buổi yến tiệc, quốc yến, ngự yến trong những dịp khánh hỷ. 

## Lịch sử

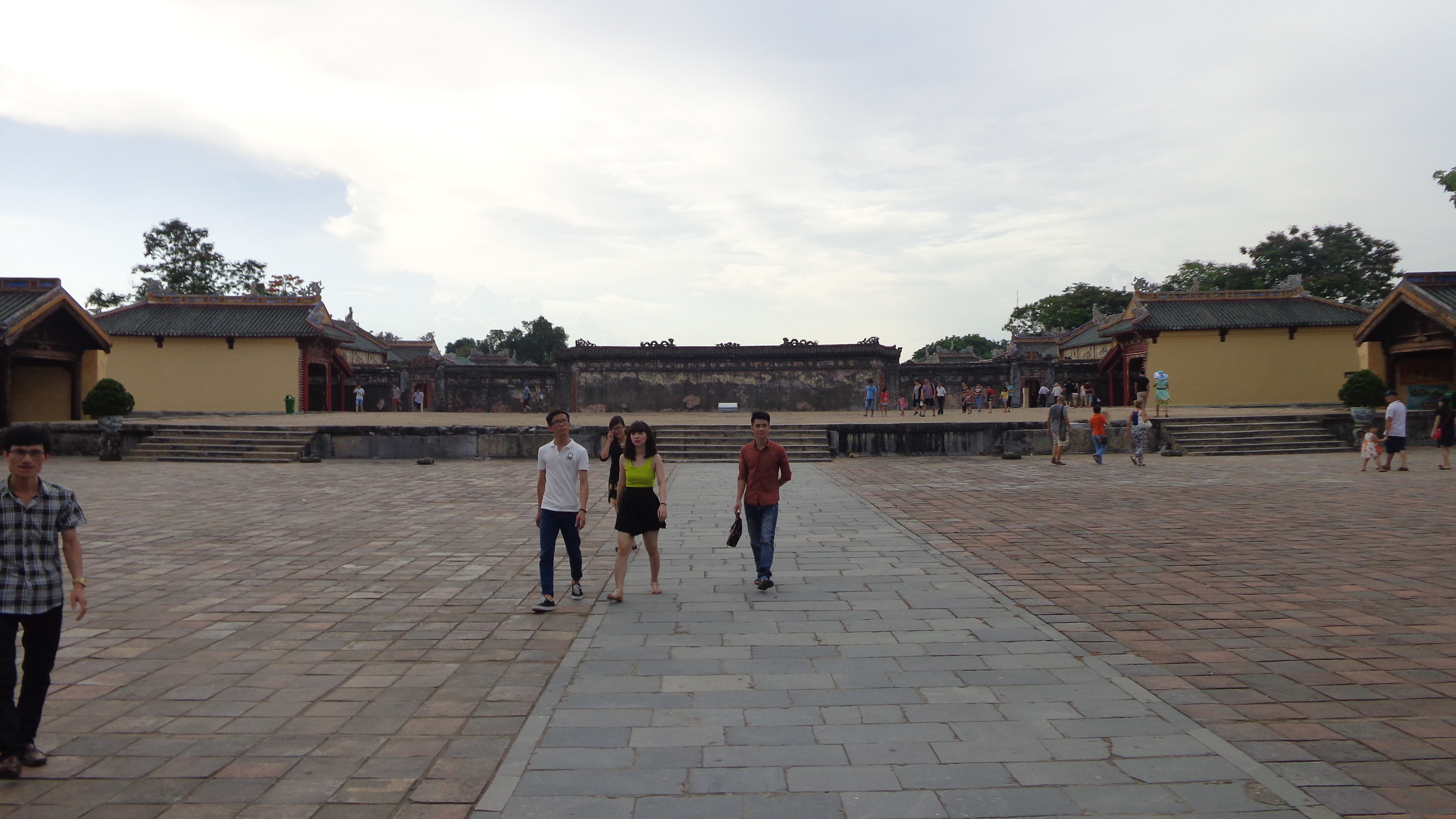
Nền điện Cần Chánh (hoàng thành Huế).

Điện Cần Chánh được xây dựng năm Gia Long thứ 3 (1804).
Điện được tu sửa vào các năm 1827, 1850, 1899. Vua Khải Định cho sơn thếp mới vào đầu thế kỷ XX.
Ngôi điện này đã phá hủy hoàn toàn vào đầu năm 1947 trong chiến dịch tiêu thổ của Việt Minh.

## Quá trình phục dựng
Từ năm 1994, Trung tâm Bảo tồn di tích cố đô Huế đã ký kết với Đại học Waseda (Nhật Bản) một chương trình hợp tác nghiên cứu phục dựng điện Cần Cánh. Dự án bảo tồn tổng thể Di tích Huế giai đoạn 1996-2010 được Thủ tướng Chính phủ phê duyệt vào tháng 12/1996, Quyết định 818/QĐ-TTg ngày 07/6/2010 theo đó ở giai đoạn 2018-2020, nhiệm vụ đặt ra là: “Hoàn chỉnh việc phục hồi và tôn tạo những phế tích có giá trị tiêu biểu. Cơ bản phục hồi hoàn nguyên các công trình quan trọng khu vực Đại Nội theo kiến trúc Hoàng Thành trước đây và phương án quy hoạch bảo tồn được duyệt” trong đó bao gồm công trình Điện Cần Chánh. Ngày 9 tháng 8 năm 2012, trung tâm Bảo tồn di tích Cố đô Huế phối hợp với Viện Di sản thế giới UNESCO - Đại học Waseda (Nhật Bản) tổ chức hội thảo về “Nghiên cứu bảo tồn di tích Huế và dự án phục nguyên Điện Cần Chánh”, theo đó điện Cần Chánh sẽ được phục dựng bằng nguồn vốn viện trợ không hoàn lại của Chính phủ Nhật Bản, với tổng kinh phí đầu tư dự tính hơn 10 triệu USD.
Tháng 10 năm 2021, dự án tu bổ, phục hồi và tôn tạo điện Cần Chánh đã được HĐND tỉnh Thừa Thiên-Huế khóa 8 (nhiệm kỳ 2021 - 2026) phê duyệt chủ trương, đầu tư kinh phí gần 200 tỉ đồng từ nguồn ngân sách tỉnh quản lý. Dự kiến, dự án được triển khai trong vòng 4 năm, kể từ ngày khởi công (quý IV - 2024). Ngày 30 tháng 7 năm 2023, Trung tâm Bảo tồn di tích cố đô Huế cho biết đơn vị đã phối hợp với Bảo tàng Lịch sử quốc gia khai quật, khảo cổ di tích điện Cần Chánh trước khi phục dựng.
Ngày 23 tháng tháng 11 năm 2024, Trung tâm Bảo tồn di tích cố đô Huế đã khởi công dự án phục hồi điện Cần Chánh dựa trên các tư liệu, hình ảnh do người Pháp chụp trước khi điện sụp đổ với kinh phí gần 200 tỷ đồng, dự kiến hoàn thành trong 4 năm.